# Calozodion multispinosum
Calozodion multispinosum is een naaldkreeftjessoort uit de familie van de Metapseudidae. De wetenschappelijke naam van de soort is voor het eerst geldig gepubliceerd in 1984 door Gutu.